# 奈良県道217号高塚野依線
奈良県道217号高塚野依線（ならけんどう217ごう たかつかのよりせん）は、奈良県宇陀市を通る一般県道である。

## 概要
宇陀市榛原高塚から宇陀市大宇陀野依に至る。
奈良県道31号榛原菟田野御杖線と国道370号、国道166号を結ぶ役割を持つ。

### 路線データ
- 起点：宇陀市榛原高塚（奈良県道31号榛原菟田野御杖線交点）
- 終点：宇陀市大宇陀野依（野依交差点、国道370号交点）

## 路線状況

### 道路施設

#### 橋梁
- 川合牧橋（宇陀川、宇陀市）

## 地理

### 通過する自治体
- 奈良県
  - 宇陀市

### 交差する道路
| 交差する道路                 | 交差する場所 | 交差する場所      |
| ---------------------------- | ------------ | ----------------- |
| 奈良県道31号榛原菟田野御杖線 | 榛原高塚     | 起点              |
| 国道370号                    | 大宇陀野依   | 野依交差点 / 終点 |

### 沿線
- 芳野川
- 宇陀川